# Objectes de culte

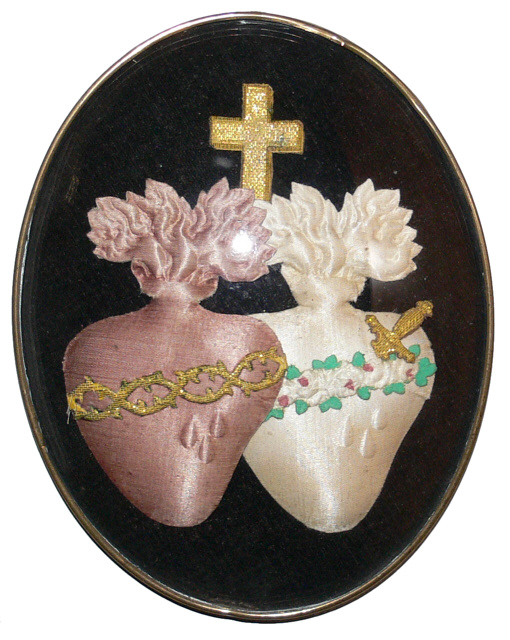
Pintura devocional o votiva que representa el Sagrat Cor de Jesús i Maria, 1900

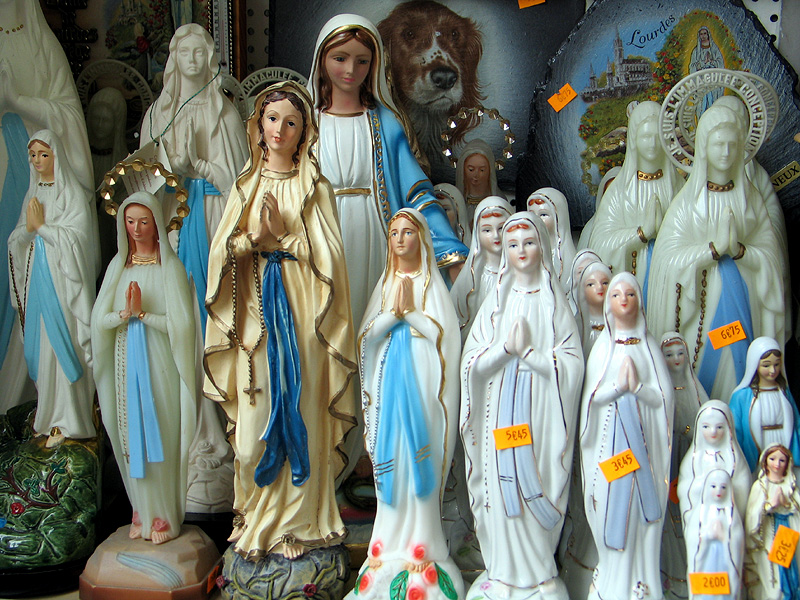
Articles religiosos venuts com a record al Santuari de Lorda

Els objectes de culte són petits articles o souvenirs relacionats amb el culte religiós, com ara: medalles, rosaris, imatges, estatuetes, etc. Els objectes de culte es comercialitzen en establiments especialitzats.

## Funció
Sovint, els centres de comerç dels objectes de culte són llocs de pelegrinatge. Els articles de culte del passat són una part important de moltes col·leccions i museus. També hi ha col·leccionistes privats d'objectes de culte. En el catolicisme, els objectes de culte són una continuació del sistema sacramental, però sense pertànyer a la litúrgia de l'església. Sovint els devots i devotes demanen la consagració d'aquests objectes. Quan els objectes de culte són consagrats o beneïts passen a ser objectes sacramentals i a través d'ells, suposadament, s'obté la salvació i la vida eterna. Els objectes de culte satisfan, a més, la necessitat de portar a casa una peça commemorativa d'una romeria.
El protestantisme s'oposa, en principi, a la comercialització dels objectes de culte.

## Història
Fins i tot en temps antics hi havia objectes de culte. Als visitants dels llocs de culte grecs o romans se'ls oferien petites figures de déus o reproduccions de temples fets de plata, ceràmica o plom. L'Antic Testament esmenta petites imatges de déus que tenien un valor protector pels pelegrins i pelegrines. El Nou Testament fa esment d'un ferrer que va fer reproduccions de plata del temple d'Artemis.
Giovanni Battista de Rossi descriu al Bullettino di Archeologia Cristiana de 1861 motllos de metall dels primers cristians, originaris d'Àfrica, usats per fer petites creus, així com objectes de les catacumbes de Roma, que s'utilitzaven com a medalles, proporcionant així una evidència de l'ús d'objectes de culte entre els primers cristians. A la biografia de St. Genevieve, s'explica que Sant Germà d'Auxerre va penjar al seu coll una moneda de bronze perforada marcada amb el signe de la creu, en record de la consagració de la seva virginitat a Déu.
L'existència dels objectes de culte, però, es pot remuntar fins al Neolític. A Elat, una zona extremament àrida del desert de Nègueb, sobre la costa del mar Roig d'Israel, s'han trobat objectes de culte relacionats amb la mort i amb la fertilitat.

## Altres usos
A vegades el concepte es generalitza fent-se servir en altres dominis no relacionats directament amb la religió; com, per exemple, amb relació a la política o a la música. Així, determinats objectes de l'imaginari nazi o d'altres relacionats amb la cultura pop o el jazz poden esdevenir objectes de culte.